# Mádl Antal
Mádl Antal (Bánd, 1929. augusztus 9. – Dunakeszi, 2013. június 14.) irodalomtörténész, germanista, egyetemi tanár, az irodalomtudományok kandidátusa (1961) és doktora (1976). Mádl Péter irodalomtörténész, egyetemi tanár édesapja; Mádl Ferenc egyetemi tanár, volt köztársasági elnök másod-unokatestvére.

## Élete
Anyanyelve német. Gyermekkorát szülőfalujában, Bándon töltötte, majd mikor 1948-ban a német lakosság erőszakos kitelepítésére került volna sor, még a parancs végrehajtása előtt Márkó irányába indult, s a Bakonyban keresett menedéket.
1961-ben nyerte el az irodalomtudományok kandidátusa fokozatot, 1976-ban pedig akadémiai doktori fokozatot szerzett. Kerek öt évtizeden keresztül dolgozott mint tanár. 1964 és 1989 között vezetője volt az ELTE Bölcsészettudományi Kar Német Nyelv és Irodalom Tanszékének. Kiemelkedő szerepe volt az 1993-ban újjáalakult Germanisztikai Doktori Iskola irodalomtudományi programja koncepciójának kidolgozásában, ezenfelül felkarolta a  tehetséges fiatalokat, segítette őket tudományos és oktatói pályájukon. A német szakos szakemberek képzésének nemzetközi kapcsolatait is felhasználta, jelentős támogatásban részesítette őket. Könyvtárfejlesztéssel is foglalkozott. Több kötetet is kiadott, mint például 1970-től a Budapester Beiträge zur Germanistik sorozatot. Kutatási területei: Nikolaus Lenau, Thomas Mann és német-magyar kapcsolatok voltak.

## Díjak, kitüntetések
- Jacob és Wilhelm Grimm-díj
- Humboldt-díj (1994)
- Goethe-aranyérem
- Osztrák Becsületrend
- Az Osztrák Köztársaság Nagyezüstje
- A Munka Érdemrend ezüst fokozata
- Bánd község díszpolgára (2008)
- ELTE-emlékérem (2010)

## Munkái
- Heinrich Mann, 1966
- A német felvilágosodás, szerk., bev., jegyz., 1968
- Politische Dichtung in Österreich 1830–1848, 1969
- Thomas Mann und Ungarn, társszerző, 1977, magyarul: 1980
- Írók történelmi sorsfordulókon. Osztrák és német írók – magyar kapcsolatok, tan., 1979
- Thomas Manns Humanismus, Berlin, 1980
- Auf Lenaus Spuren. Beiträge zur österreichischen Literatur, Bécs–Bp., 1982
- Österreichische Literatur des 20. Jahrhunderts. Einzeldarstellungen, társszerző, 1988
- Nikolaus Lenau und sein kulturelles und sozialpolitisches Umfeld, München, 2005
- Bánd története (főszerkesztő, 2 kötet), 2008
- Nikolaus Lenau: Lenau 2. Gedichte / Versek; szerk. Mádl Antal; Decens, Dunakeszi, 2009 (Zweispachige Schriftenreihe der Deutschen Minderheit in Dunakeszi, 1.)